# Platanenhain (Darmstadt)

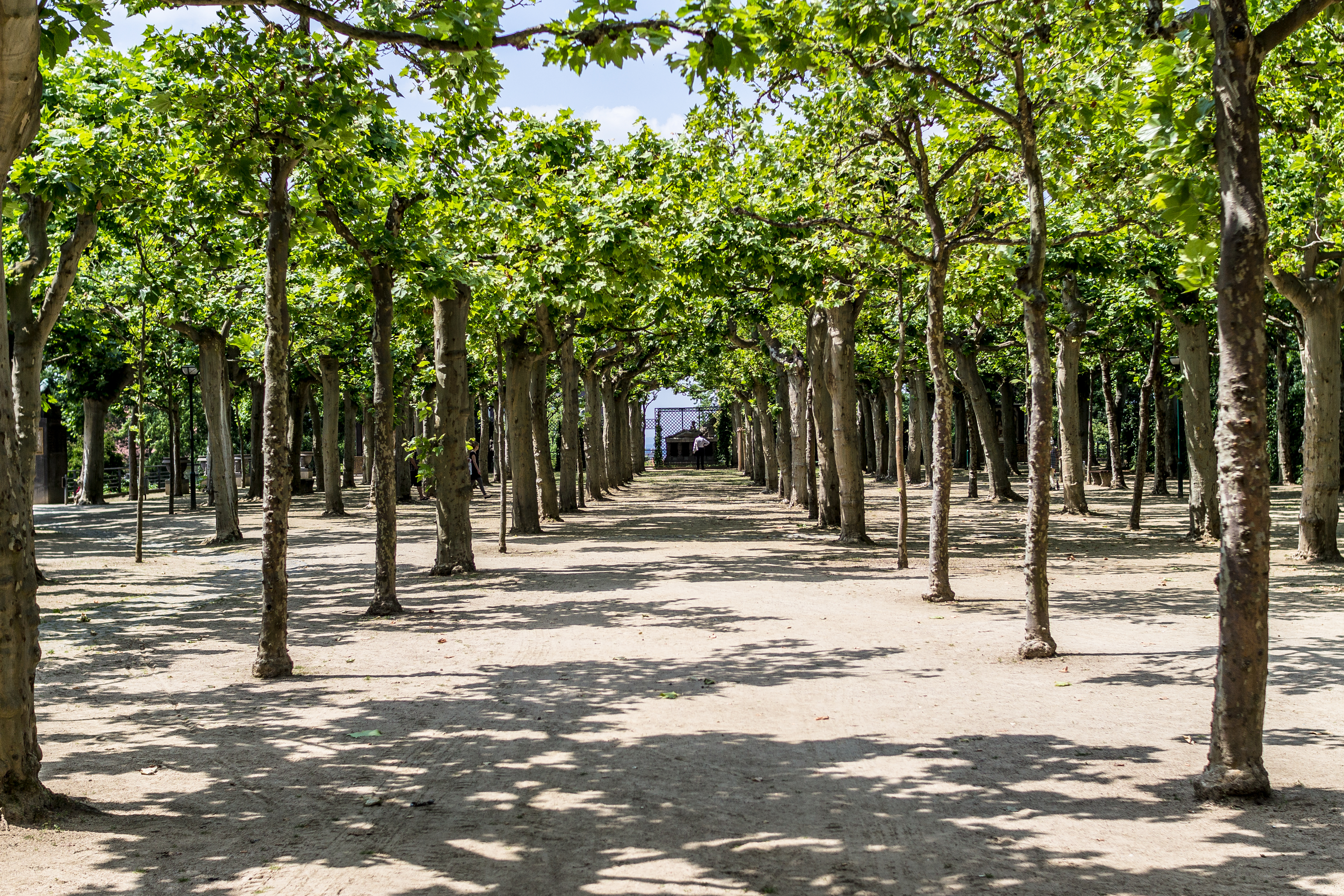
Platanenhain

Der Platanenhain in Darmstadt gehört zum Ensemble der Darmstädter Künstlerkolonie auf der Mathildenhöhe. Es handelt sich dabei um ein rechteckiges Areal von ca. 125 m Länge und 40 m Breite. In gleichmäßigen Abständen sind halbhohe Platanen angepflanzt, die regelmäßig beschnitten werden. Ausgestaltet ist die Anlage mit über 40 Skulpturen und Reliefs von Bernhard Hoetger.

## Geschichte
1833 gelangte die heutige Mathildenhöhe in Besitz des Großherzogspaares Ludwig III und seiner Gattin Mathilde Karoline Friederike von Wittelsbach. Es entstand dort eine Gartenanlage im Stil des Englischen Landschaftsparks, benannt nach der Namen der Gattin. Zu dieser Zeit wurde auch der Platanenhain angelegt, also lange bevor die Künstlerkolonie 1899 gegründet wurde.
Die künstlerische Ausgestaltung erfolgte dann allerdings zu Zeiten der Künstlerkolonie. Bis auf den Brunnen auf der Ostseite entstanden die Kunstwerke 1912 bis 1914 für die vierte Ausstellung im Jahr 1914.  Der Künstler Bernhard Hoetger (1874–1949) wurde damit beauftragt und arbeitete hier z. B. mit seiner Schülerin Emy Roeder. Mit finanzieller Hilfe privater Geldgeber entstand ein Skulpturenpark, der als übergreifendes Thema den immerwährenden Kreislauf des Lebens mit Werden und Vergehen darstellt.

## Die Kunstwerke im Einzelnen

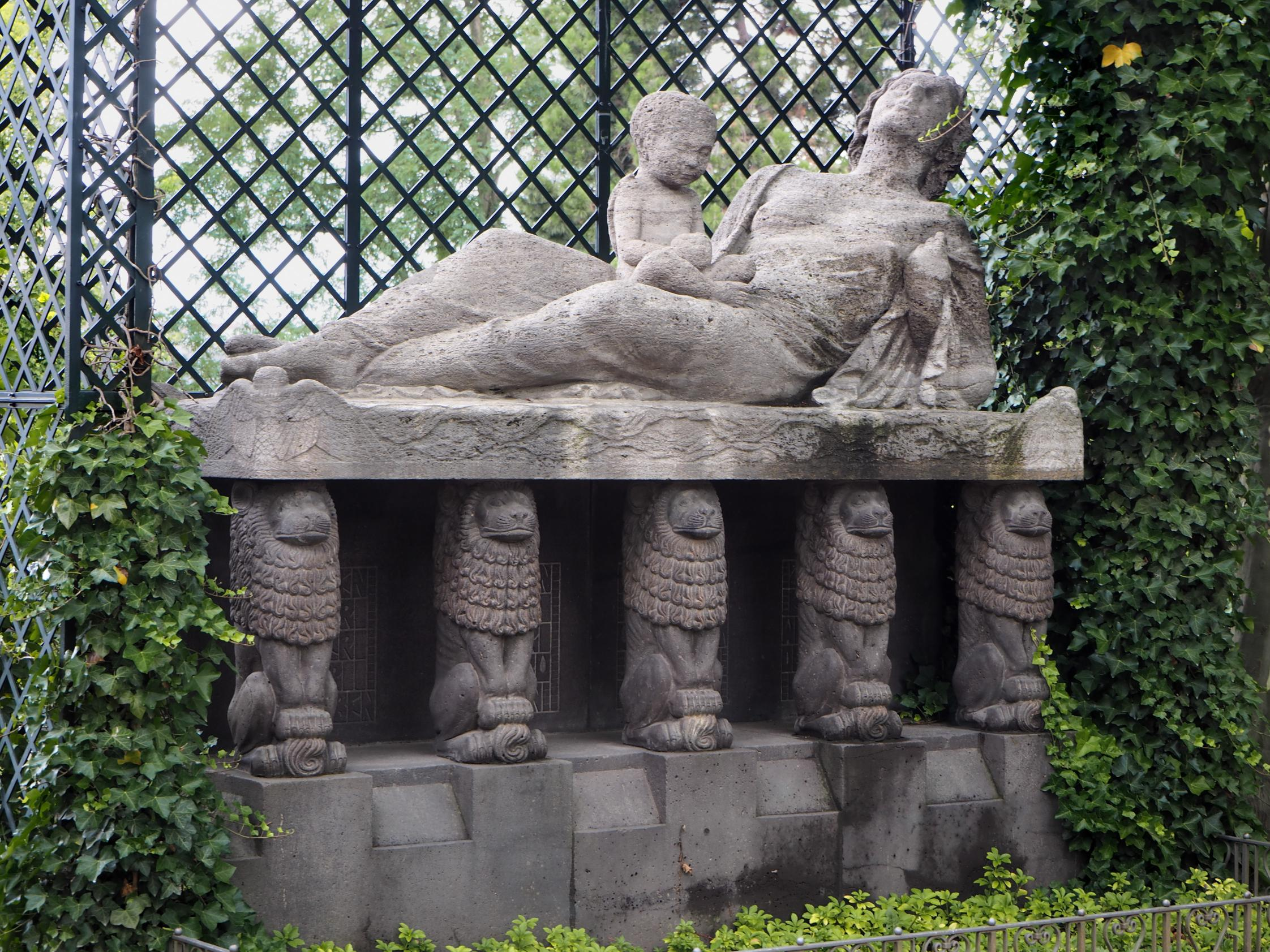
Sterbende Mutter und Kind

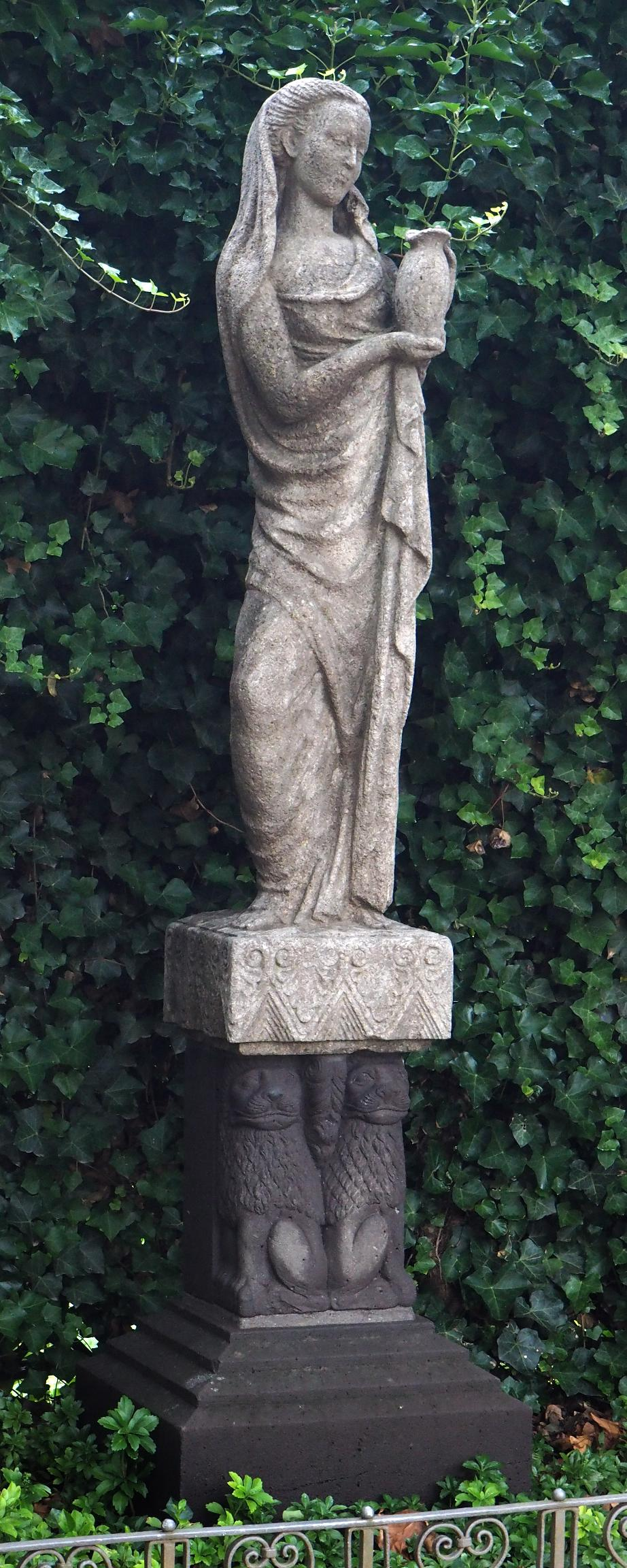
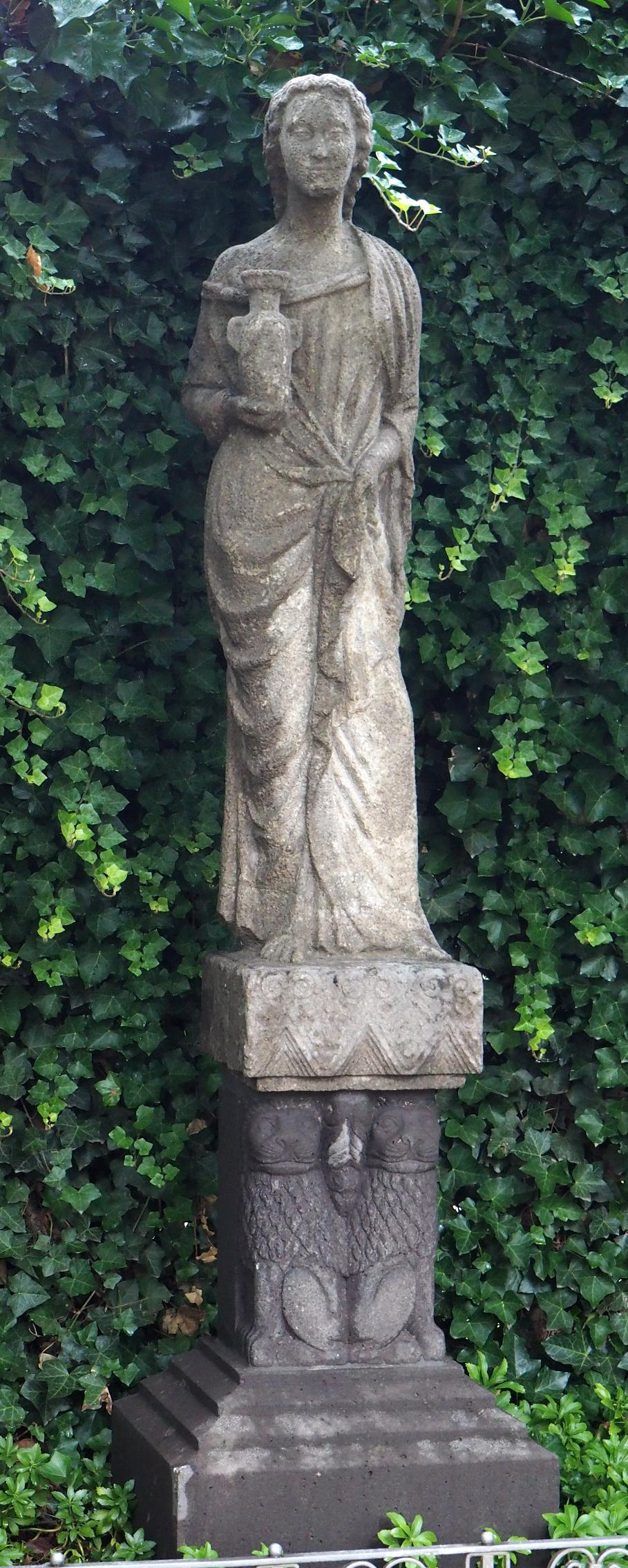
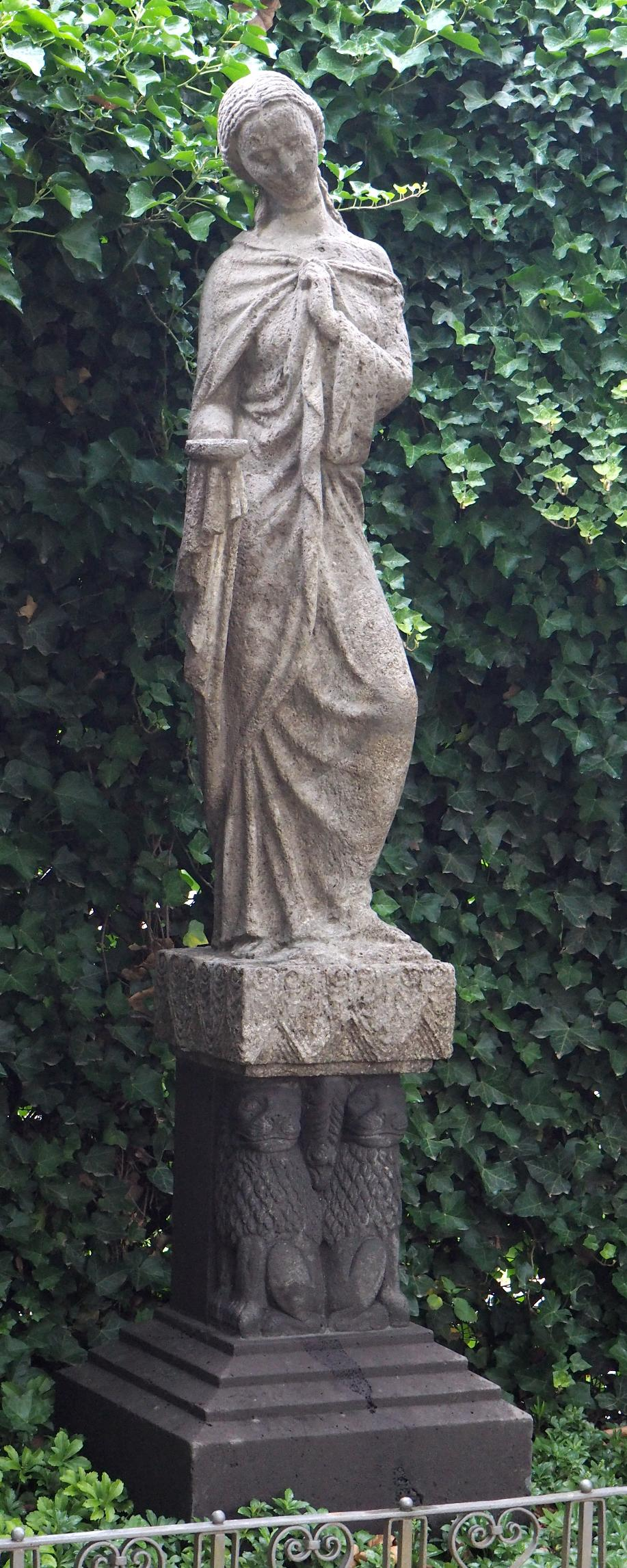
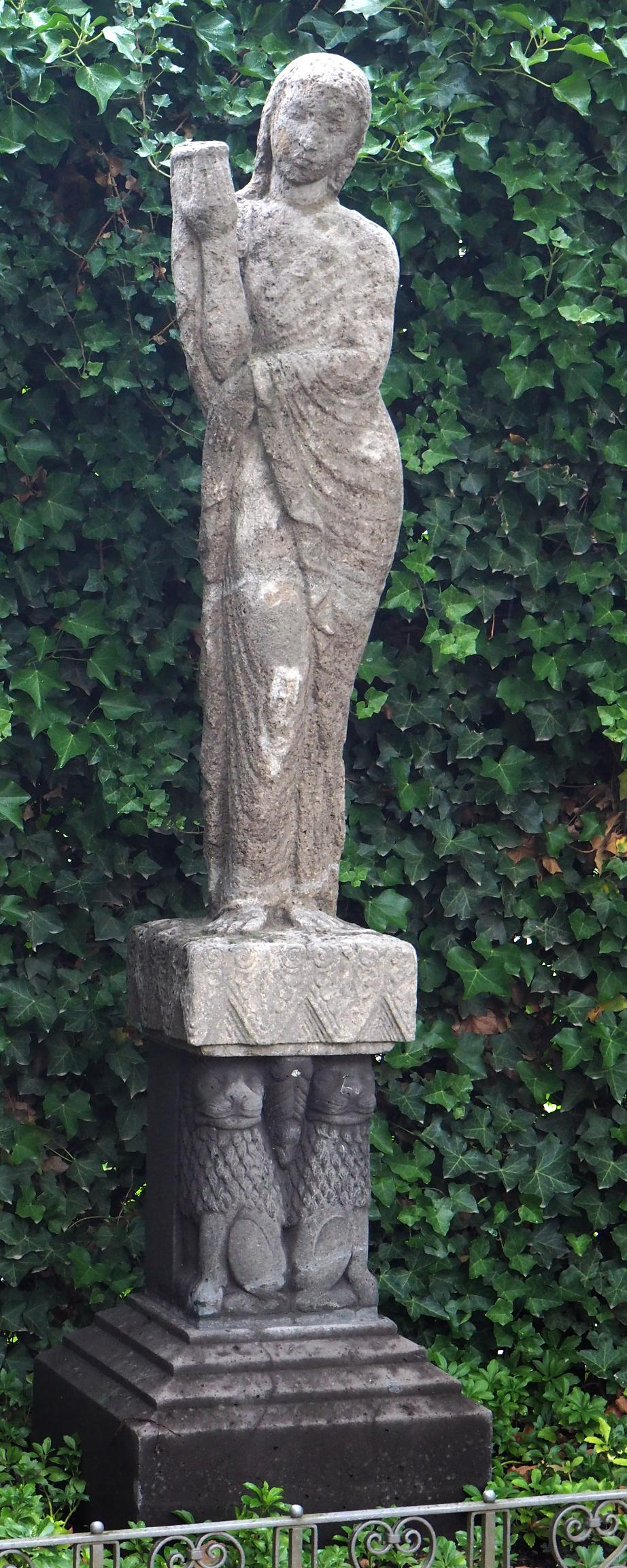
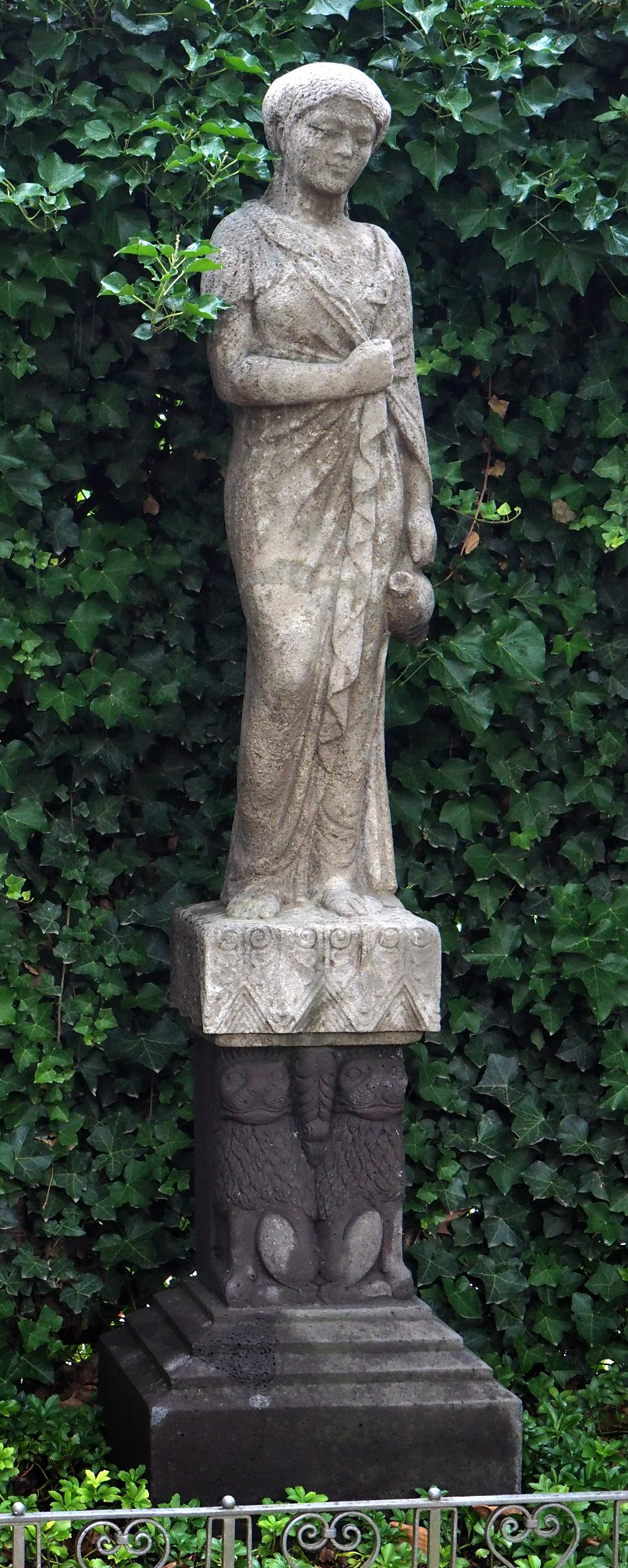
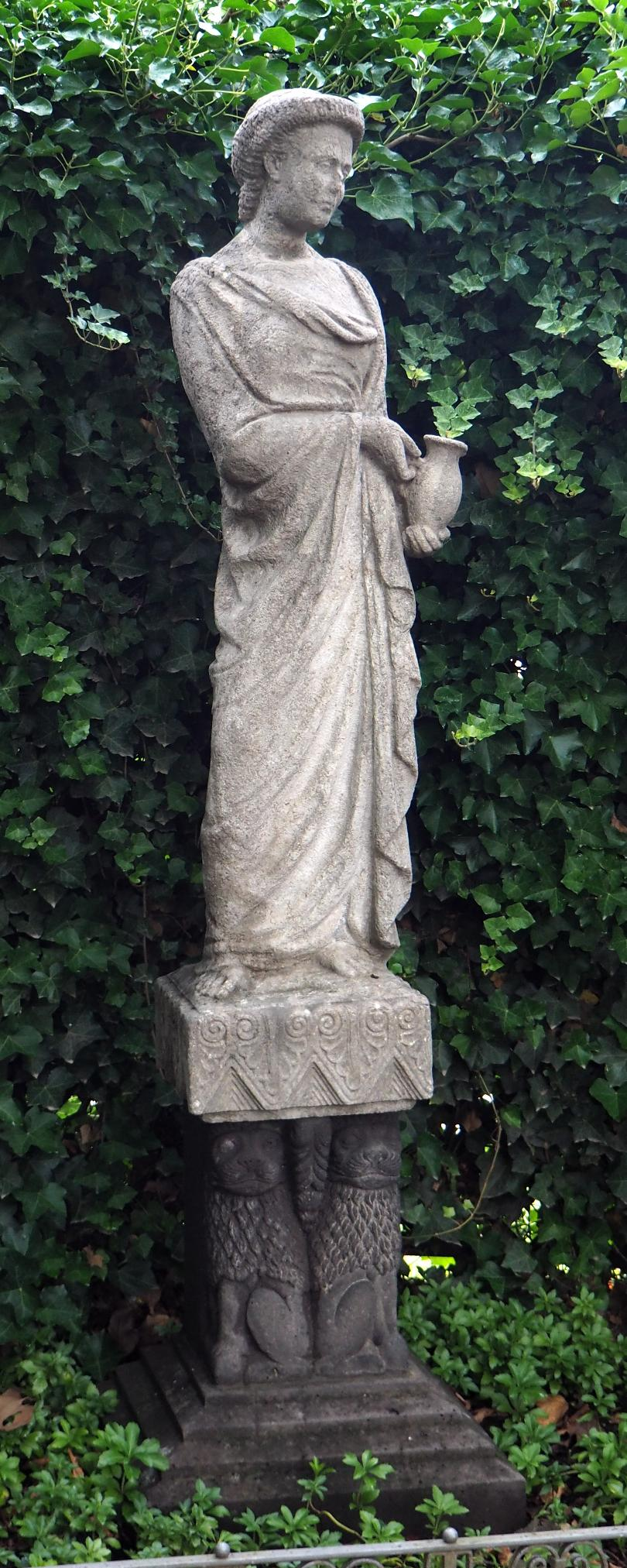
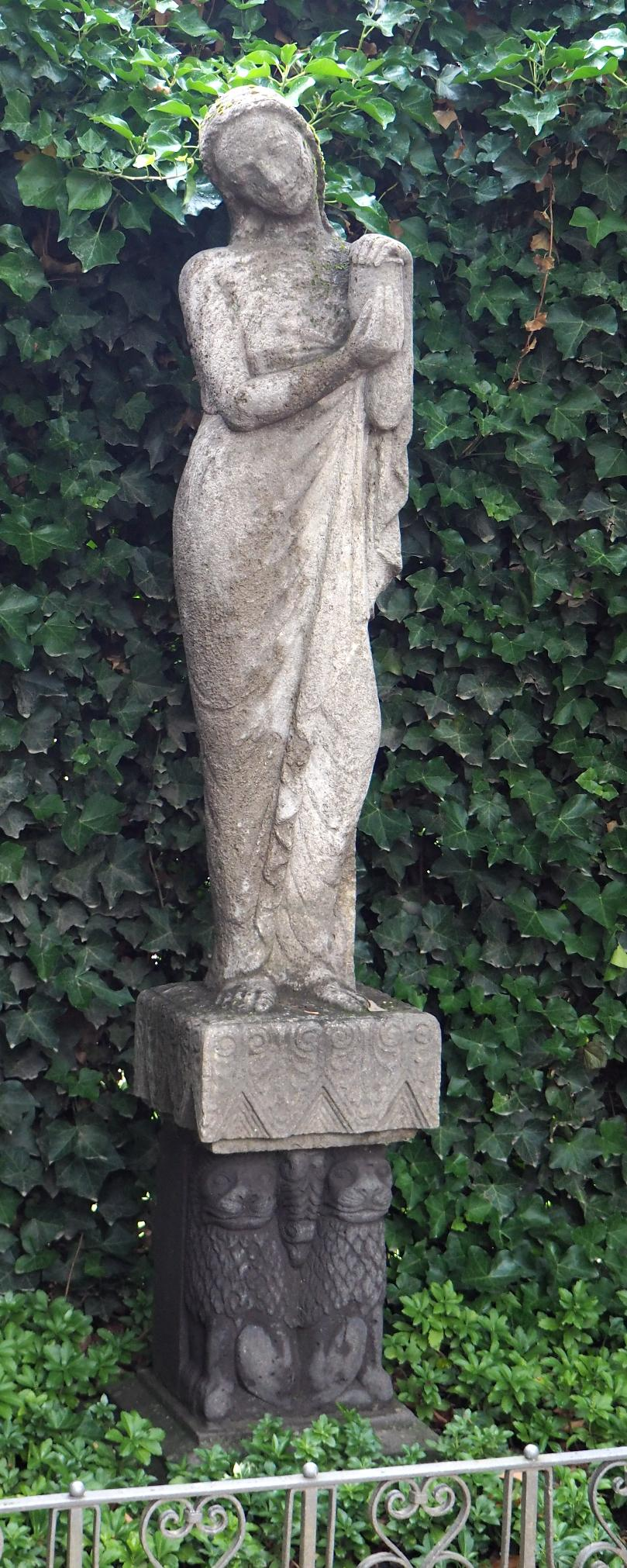

- Plastik Sterbende Mutter und Kind

Das am westlichen Ende stehende Denkmal ist eine vergrößerte Kopie einer Plastik, die Hoetger für das Grab der früh verstorbenen Paula Modersohn-Becker in Worpswede geschaffen hat. Die Künstlerin starb kurz nach der Geburt ihrer Tochter im Alter von 31 Jahren.

Inschriften im Sockel der Figur
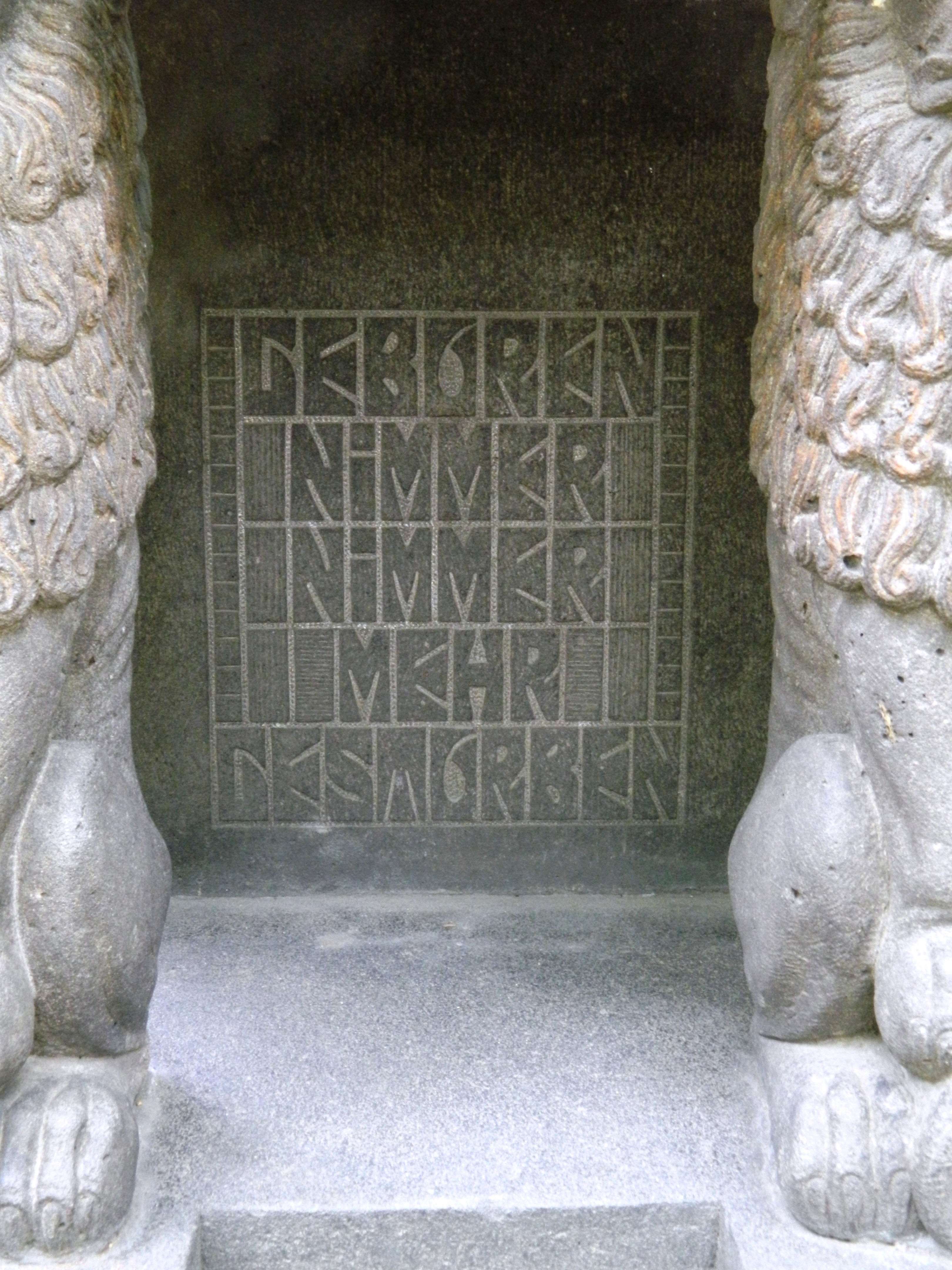
GEBOREN - NIMMER - NIMMER - MEHR - GESTORBEN
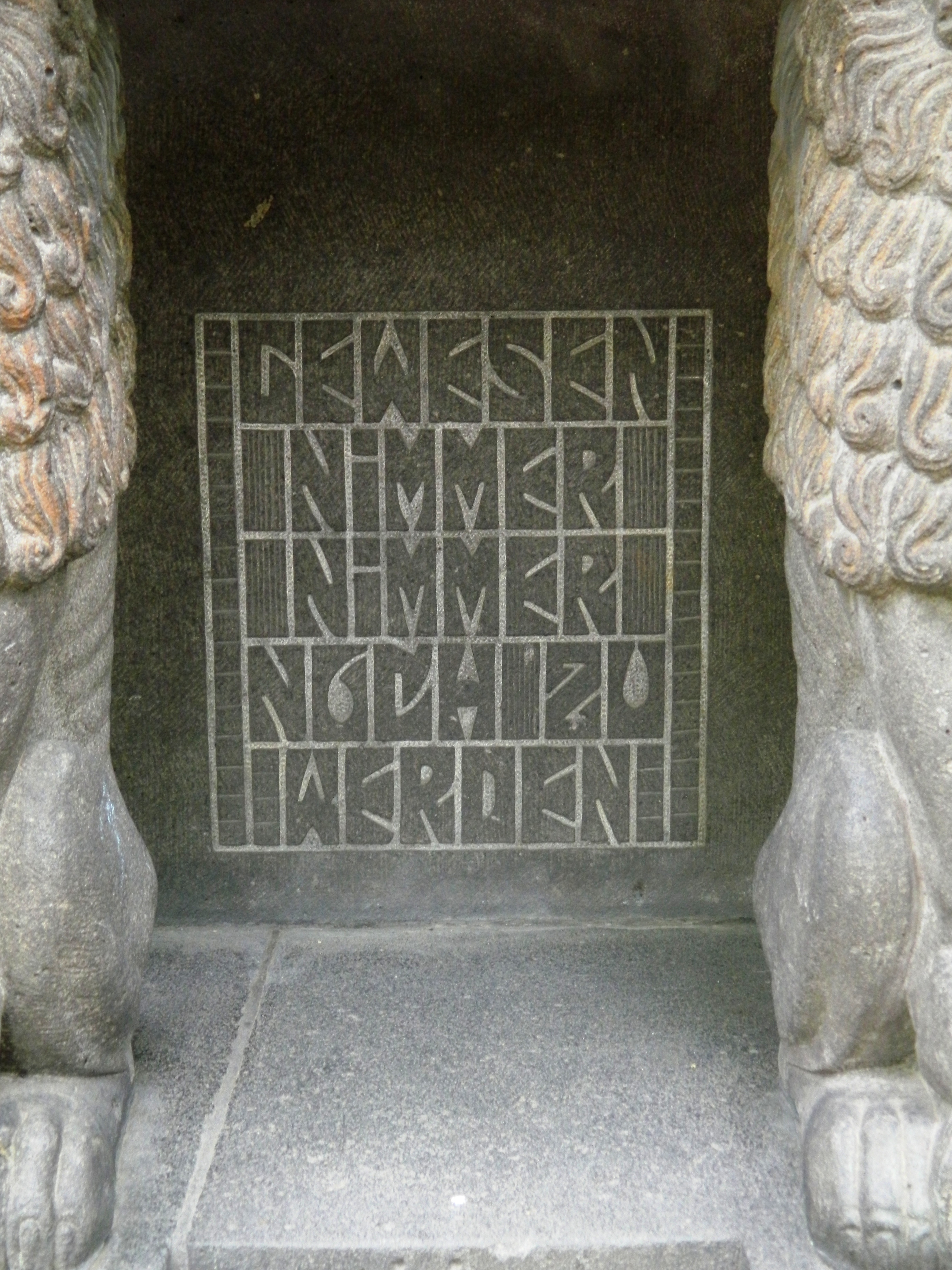
GEWESEN - NIMMER - NIMMER - NOCH ZU - WERDEN
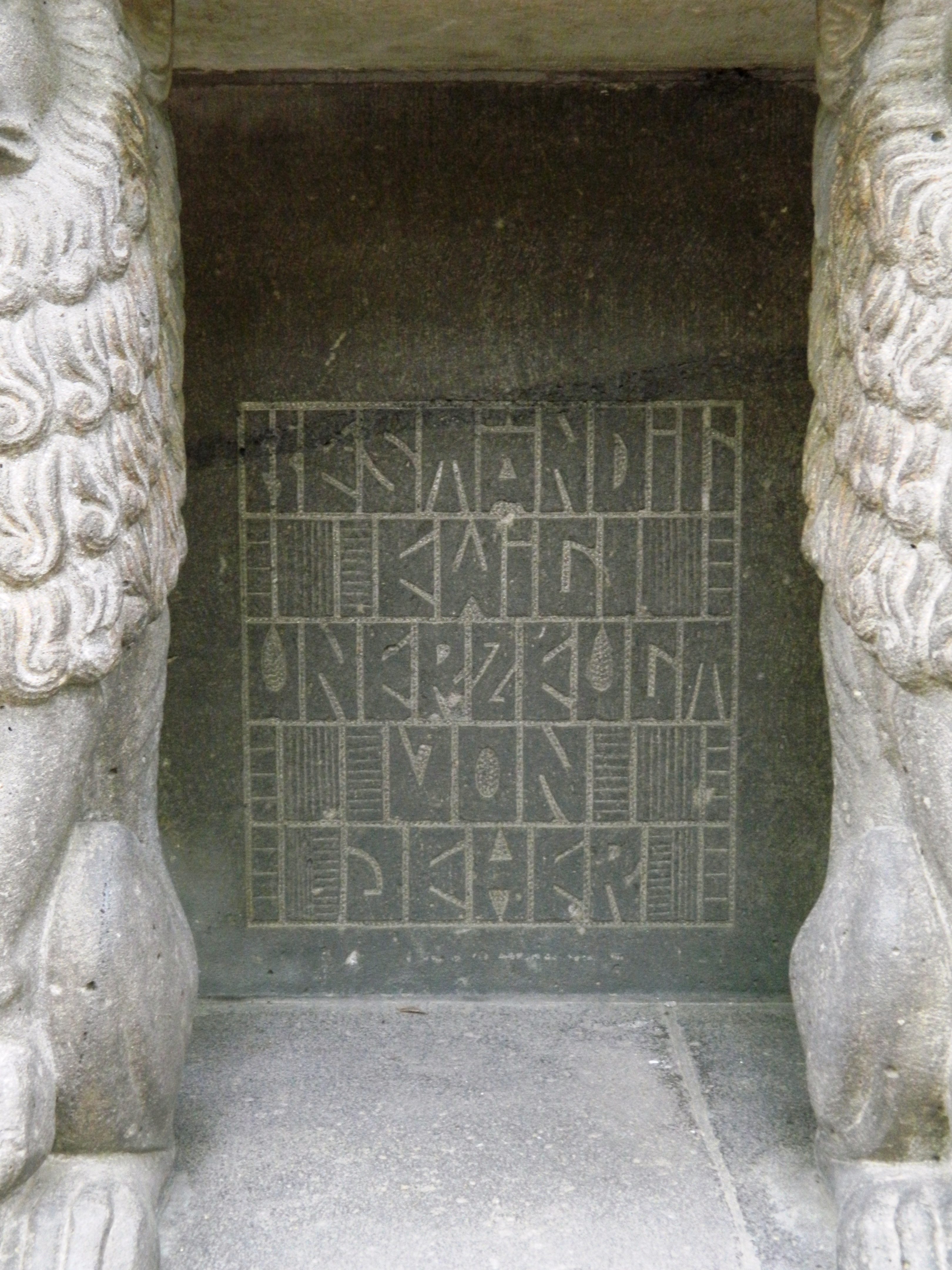
BESTÄNDIG - EWIG - UNERZEUGT - VON - JEHER
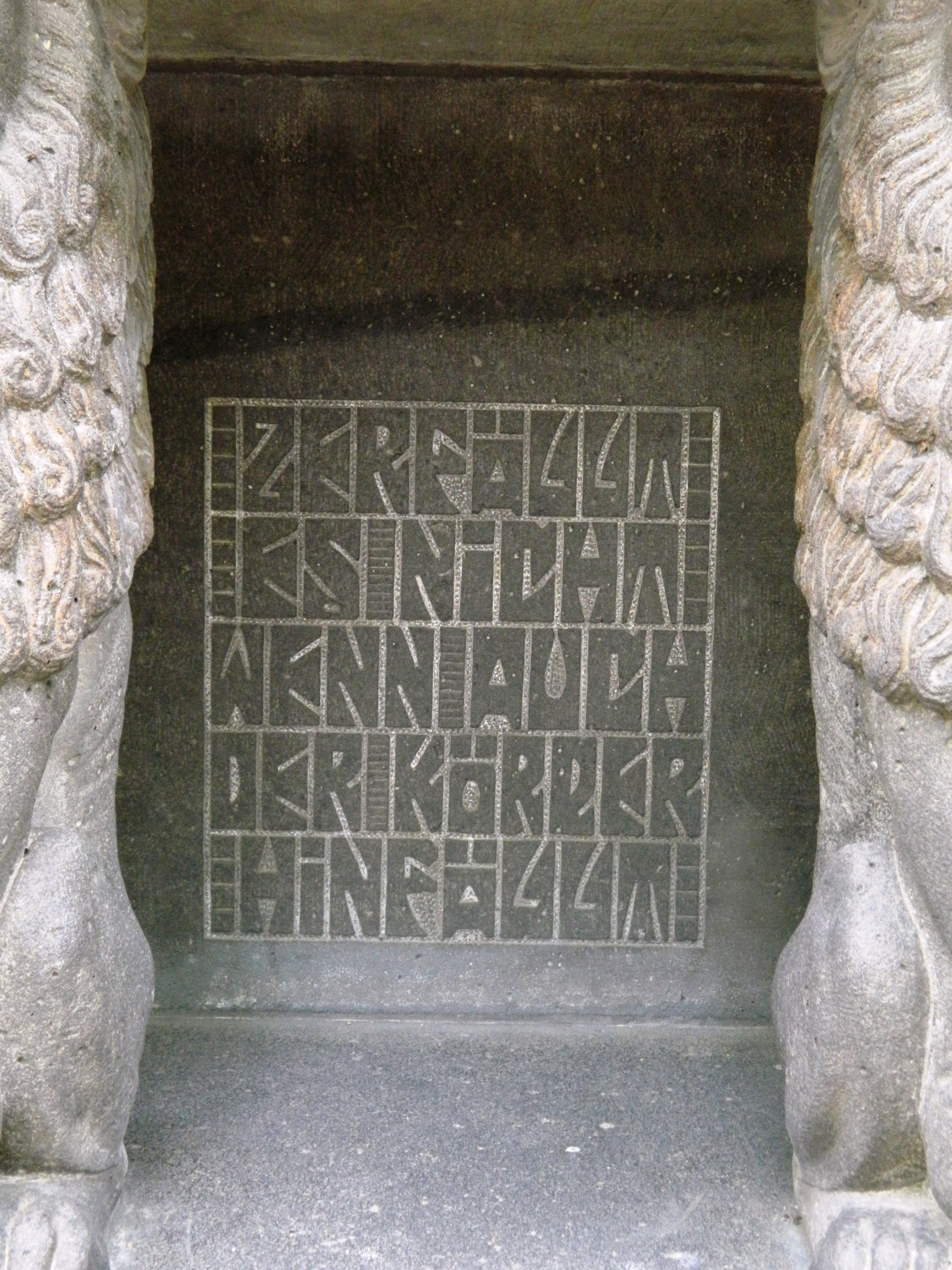
ZERFÄLLT - ES NICHT - WENN AUCH - DER KÖRPER - HINFÄLLT

- Reliefgruppen

An den Ecken des Areals stehen vier allegorische Reliefgruppen mit den Bezeichnungen Frühling, Sommer, Schlaf und Auferstehung. Die Inschriften unter den Reliefs stammen aus der Indischen Mystik.

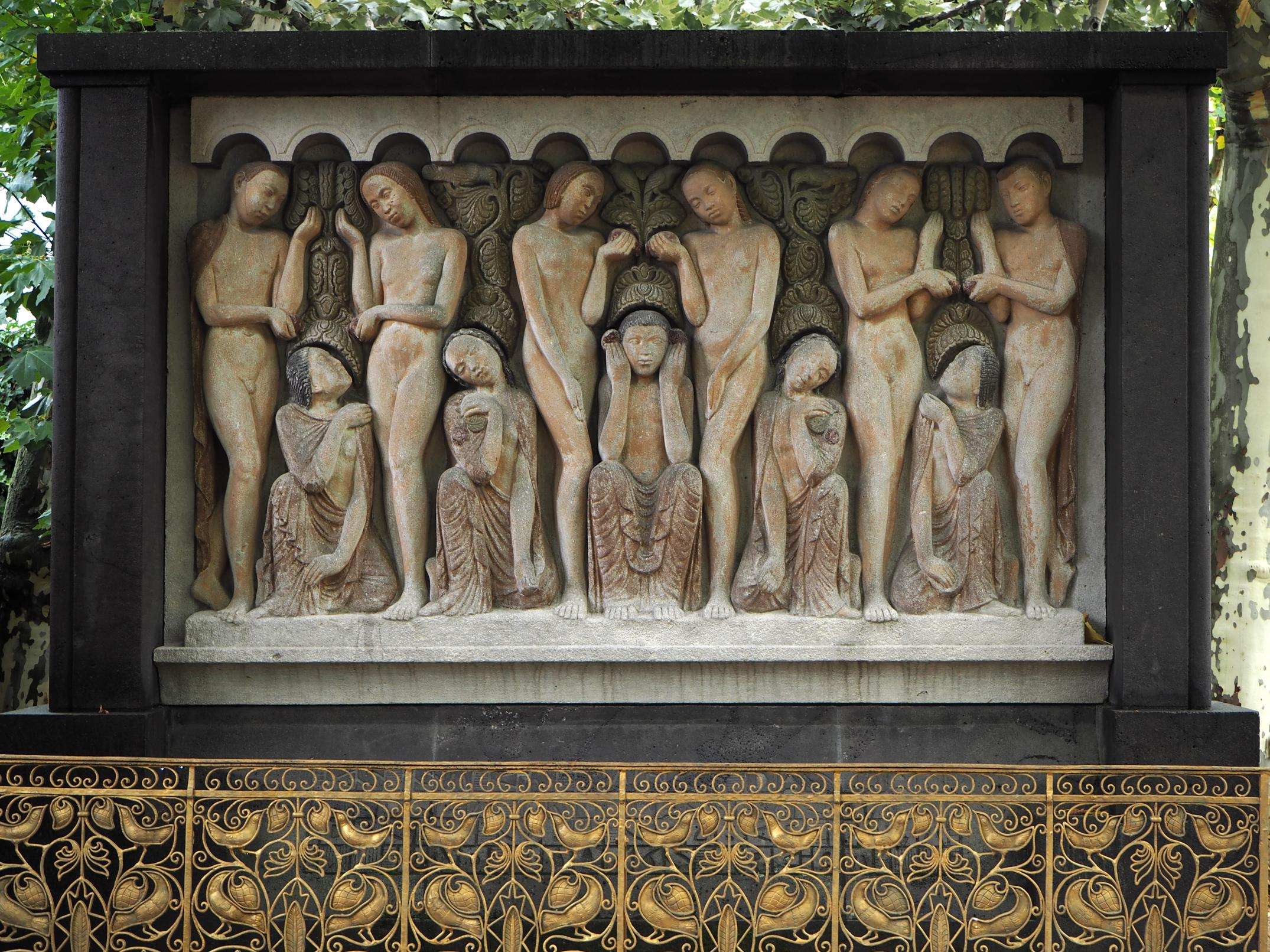
Frühling ES IST EIN EWGES DAS WANDERT UND DAS BLEIBT DAS IN SICH SELBER RUHT UND RUHLOS TREIBT (Spruch aus dem indischen Epos Krischnas)
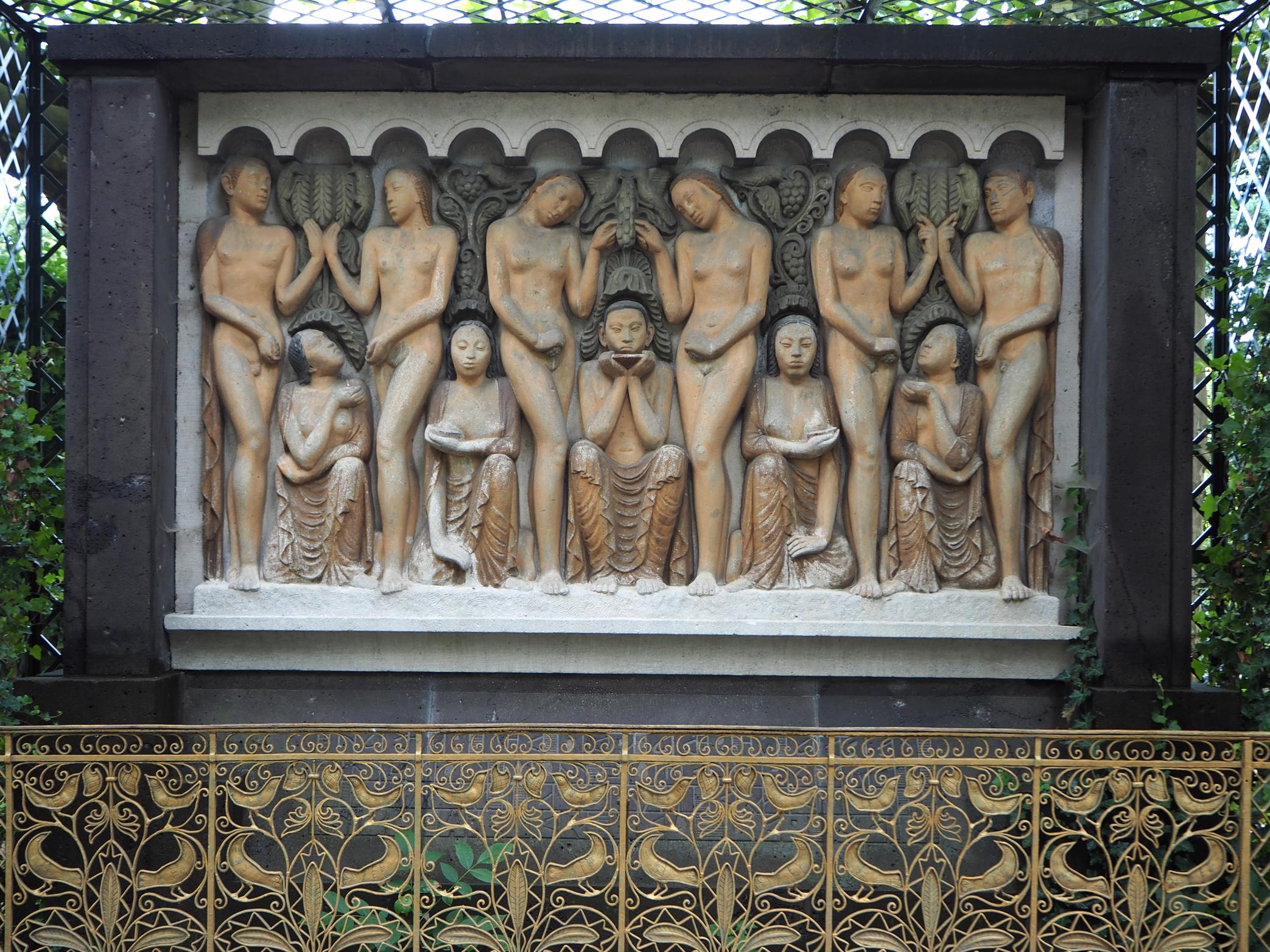
Sommer GLEICH WIE DER LEIB IM LEBEN SCHON ALS DER JUGENDBLUETE ALTER ZEUGT ERZEUGT SICH WIEDER NEU DER LEIB (Zweiter Gesang der Bhagavadgita, 13. Vers)
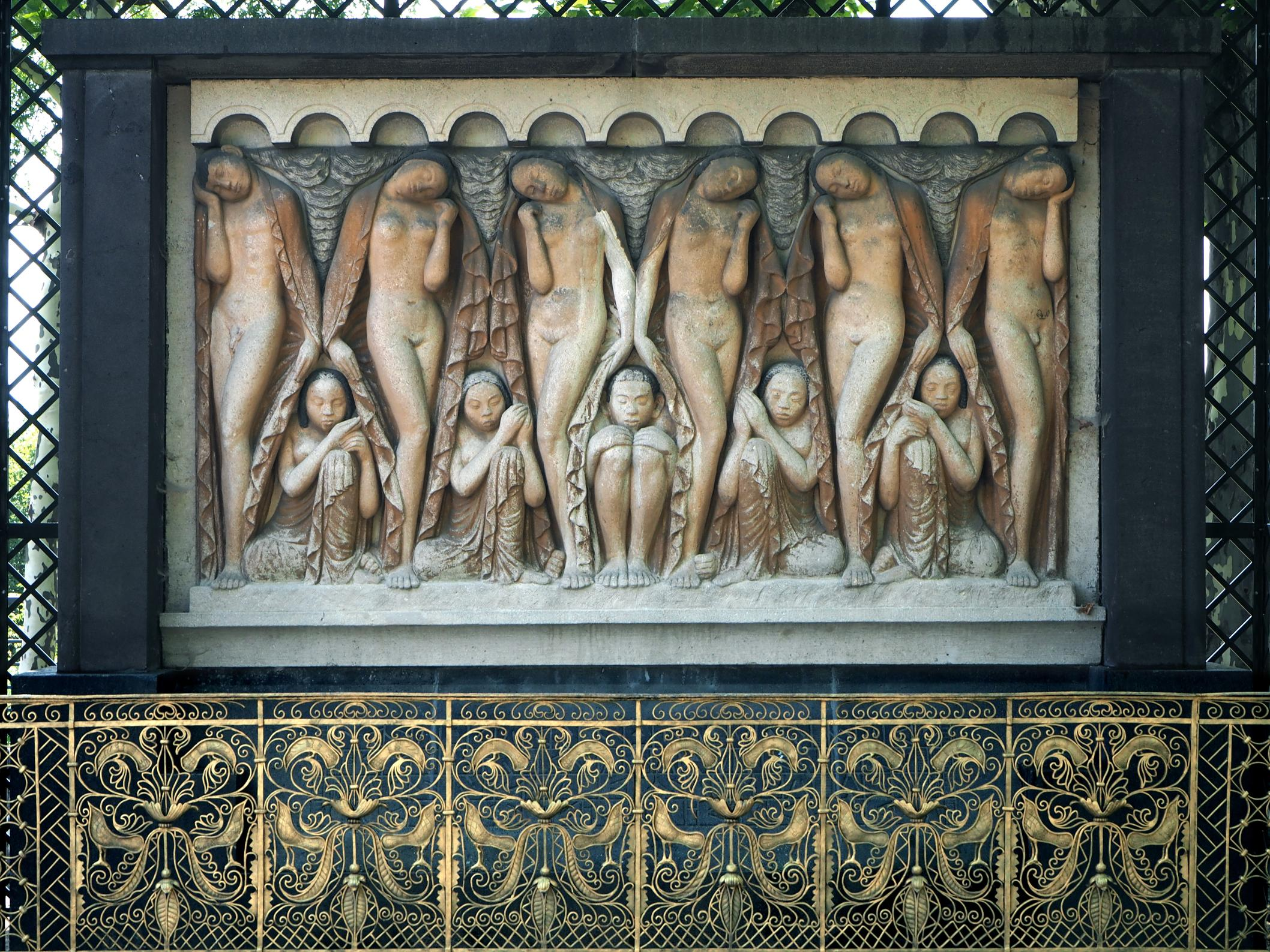
Schlaf GESTALTEN SAGT MAN STERBEN HIN ENTSTAMMEN DEM WAS NICHT ERSTIRBT WAS UNERMESSLICH NIE VERSIEGT (Zweiter Gesang der Bhagavadgita, 18. Vers)
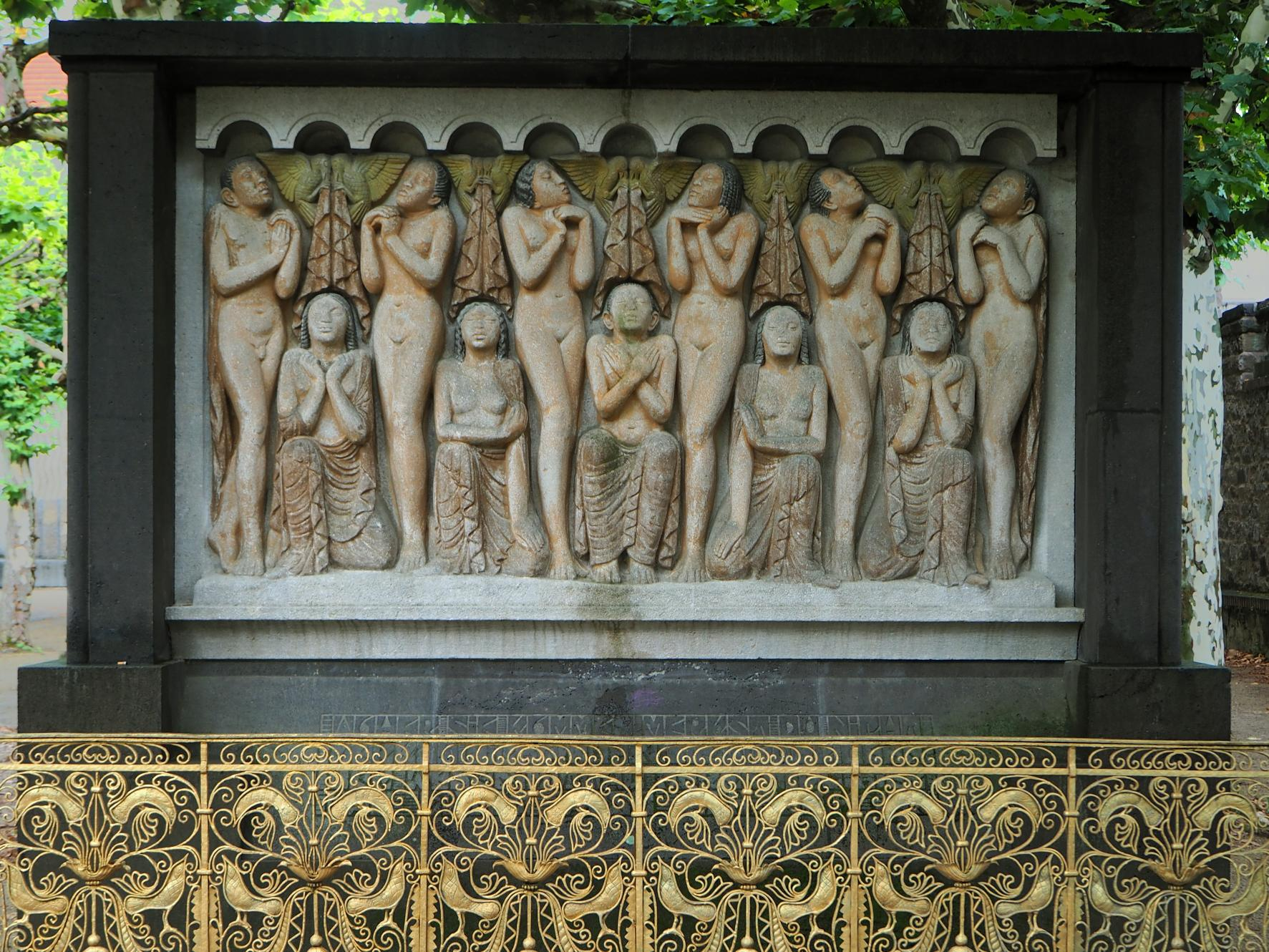
Auferstehung WOHER SIE KOMMEN MERKST DU NICHT MERKST NICHT WOHIN SIE GEHEN DER WESEN MITTAG MERKST DU HIERB WAS MUTET ALSO WEH DICH AN (Zweiter Gesang der Bhagavadgita, 28. Vers)

- Sommer
GLEICH WIE DER LEIB IM LEBEN SCHON
ALS DER JUGENDBLUETE ALTER ZEUGT
ERZEUGT SICH WIEDER NEU DER LEIB
(Zweiter Gesang der Bhagavadgita, 13. Vers)
- Schlaf
GESTALTEN SAGT MAN STERBEN HIN
ENTSTAMMEN DEM WAS NICHT ERSTIRBT
WAS UNERMESSLICH NIE VERSIEGT
(Zweiter Gesang der Bhagavadgita, 18. Vers)
- Auferstehung
WOHER SIE KOMMEN MERKST DU NICHT
MERKST NICHT WOHIN SIE GEHEN
DER WESEN MITTAG MERKST DU HIERB
WAS MUTET ALSO WEH DICH AN
(Zweiter Gesang der Bhagavadgita, 28. Vers)

- Krugträgerinnen

In den Nischen der efeuumrankten Spaliere auf der Nordseite stehen sieben Plastiken von Frauenfiguren, die Wasserkrüge tragen. Es handelt sich um Gusssteinfiguren, die ursprünglich farblich gefasst waren.
- Brunnengruppe

Ebenfalls auf der Nordseite befindet sich eine Brunnengruppe mit drei Frauenfiguren. Der Sockel trägt als Inschrift ein Gedicht von Goethe, das den Wasserkreislauf mit dem Kreislauf des Lebens vergleicht:
- Die Brunnengruppe
auf der Nordseite
- Sockel der Brunnengruppe
mit Inschrift:
DES MENSCHEN SEELE GLEICHT DEM WASSER
VOM HIMMEL KOMMT ES ZUM HIMMEL GEHT ES
UND NIEDER ZUR ERDE MUSS ES EWIG WECHSELND

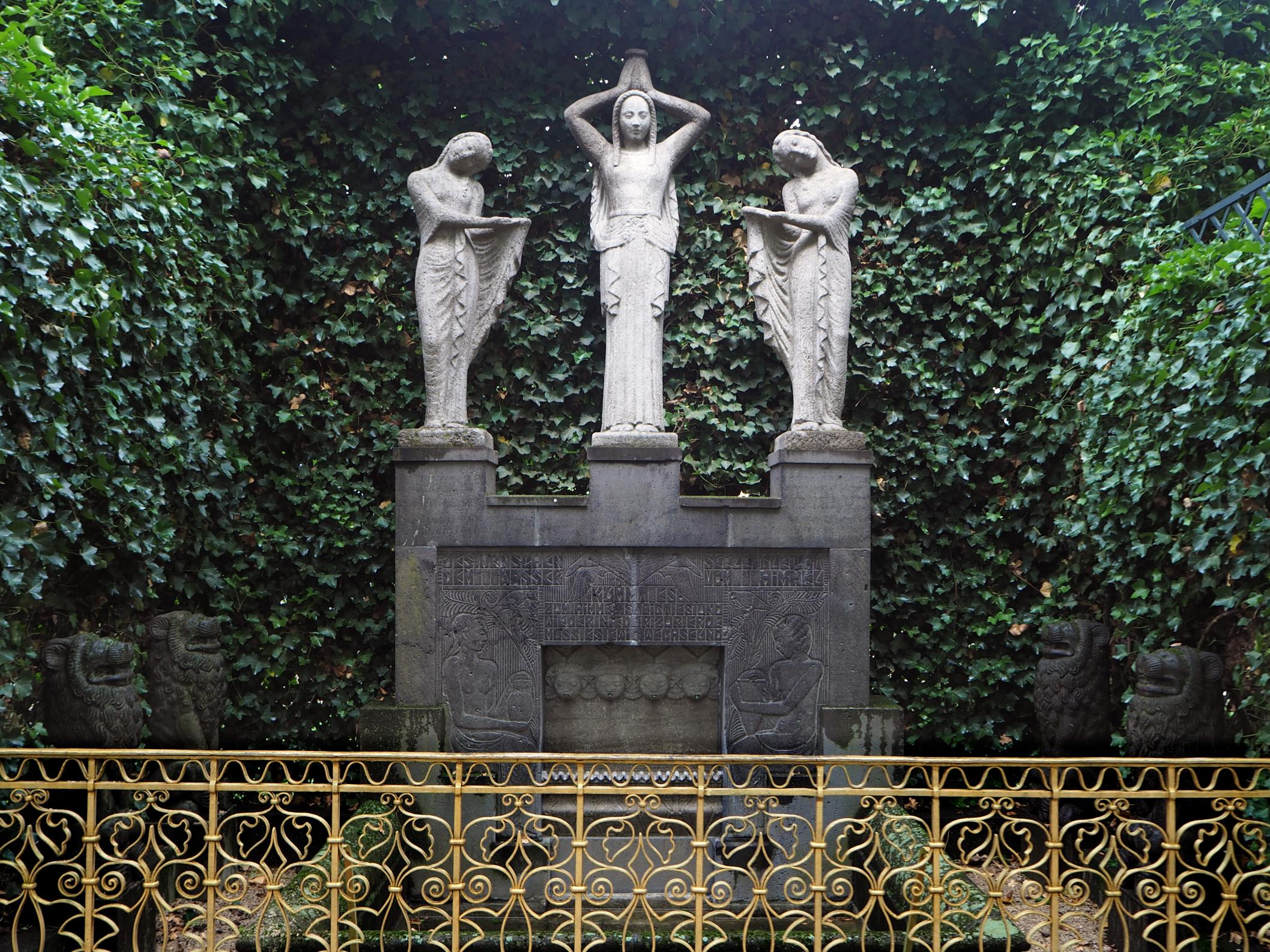
Die Brunnengruppe auf der Nordseite
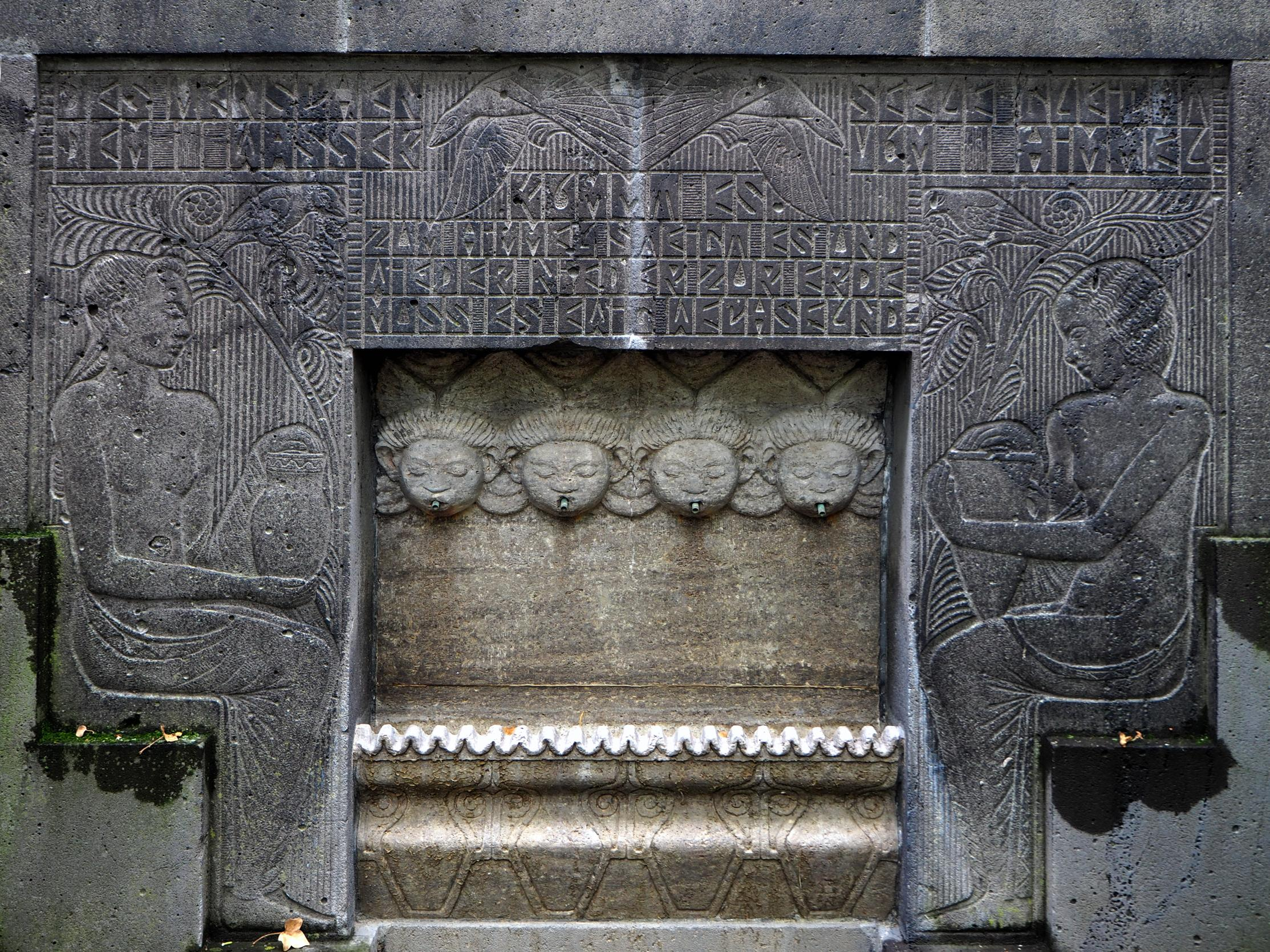
Sockel der Brunnengruppe mit Inschrift: DES MENSCHEN SEELE GLEICHT DEM WASSER VOM HIMMEL KOMMT ES ZUM HIMMEL GEHT ES UND NIEDER ZUR ERDE MUSS ES EWIG WECHSELND
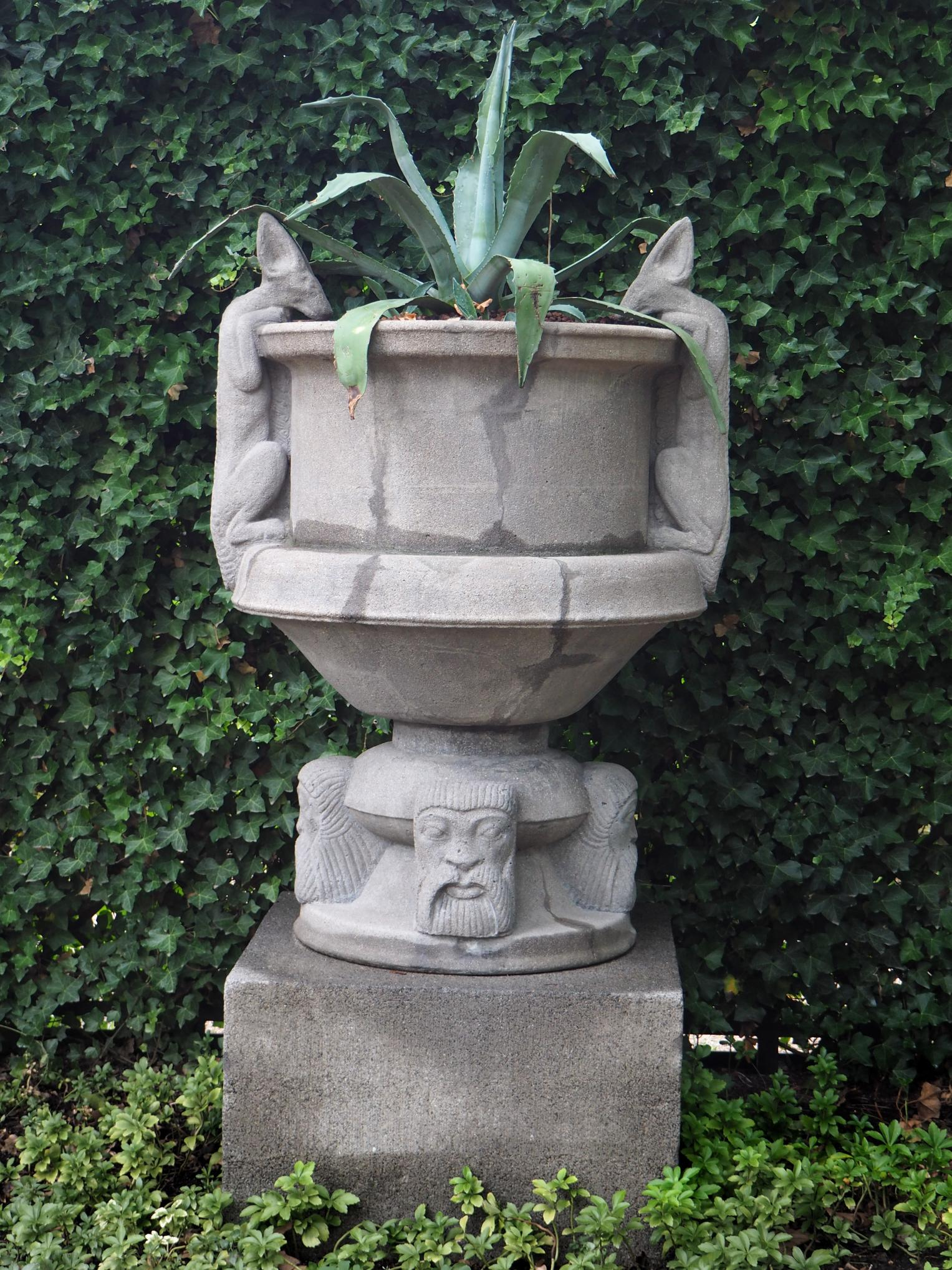
Pflanzkübel mit Schakalen
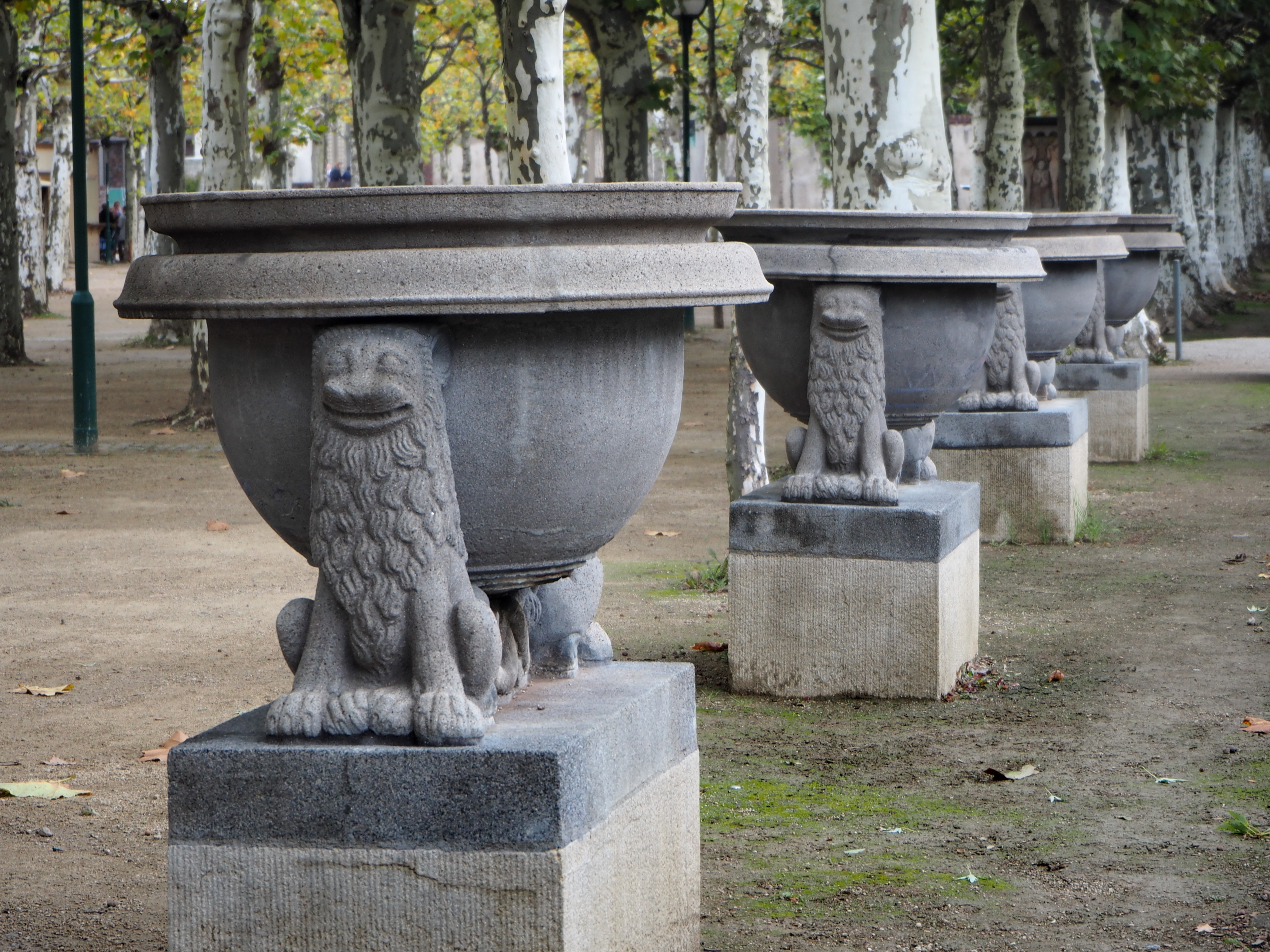
Pflanzkübel mit Löwen

* Pflanzkübel
Mehrere steinerne Pflanzkübel sind im Platanenhain aufgestellt. Auch sie waren ursprünglich farbig gefasst.
- Eingangspfeiler

Beidseitig des südlichen Eingangs zum Platanenhain stehen zwei Pfeiler, jeder mit einer Bronzeskulptur bekrönt. Auf dem einen Pfeiler befindet sich ein Silberlöwe mit einem erwachenden Kind, das den Tag symbolisiert. Auf dem anderen ein Leopard mit einem schlafenden Kind, das die Nacht symbolisiert. Die Pfeiler tragen folgende Inschriften:
Leopard, die Nacht tragend

DU SÜSSER BRUNNEN

FÜR DEN DURSTENDEN

IN DER WÜSTE

ER IST VERSCHLOSSEN FÜR DEN

DER REDET

ER IST OFFEN FÜR DEN

DER SCHWEIGT

KOMMT DER SCHWEIGENDE

SO FINDET ER DEN BRUNNEN

(Brunnengebet aus dem Papyrus Sallier I, aus Theben

West, Zeit des Pharao Merneptah 1225-1205 v.Chr.)
Silberlöwe, den Tag tragend

DU ERSCHEINST SCHÖN

IM HORIZONTE DES HIMMELS

DU LEBENDE SONNE DIE ZUERST LEBTE

DU GEHST AUF IM ÖSTLICHEN HORIZONT

UND FÜLLST DIE ERDE

MIT DEINER SCHÖNHEIT

DU BIST SCHÖN UND GROSS UND FUNKELND

UND HOCH ÜBER DER ERDE

DEINE STRAHLEN UMARMEN DIE LÄNDER

SOVIELE DU GESCHAFFEN HAST

(Sonnengesang des Echnaton. 1372-1354 v.Chr.)

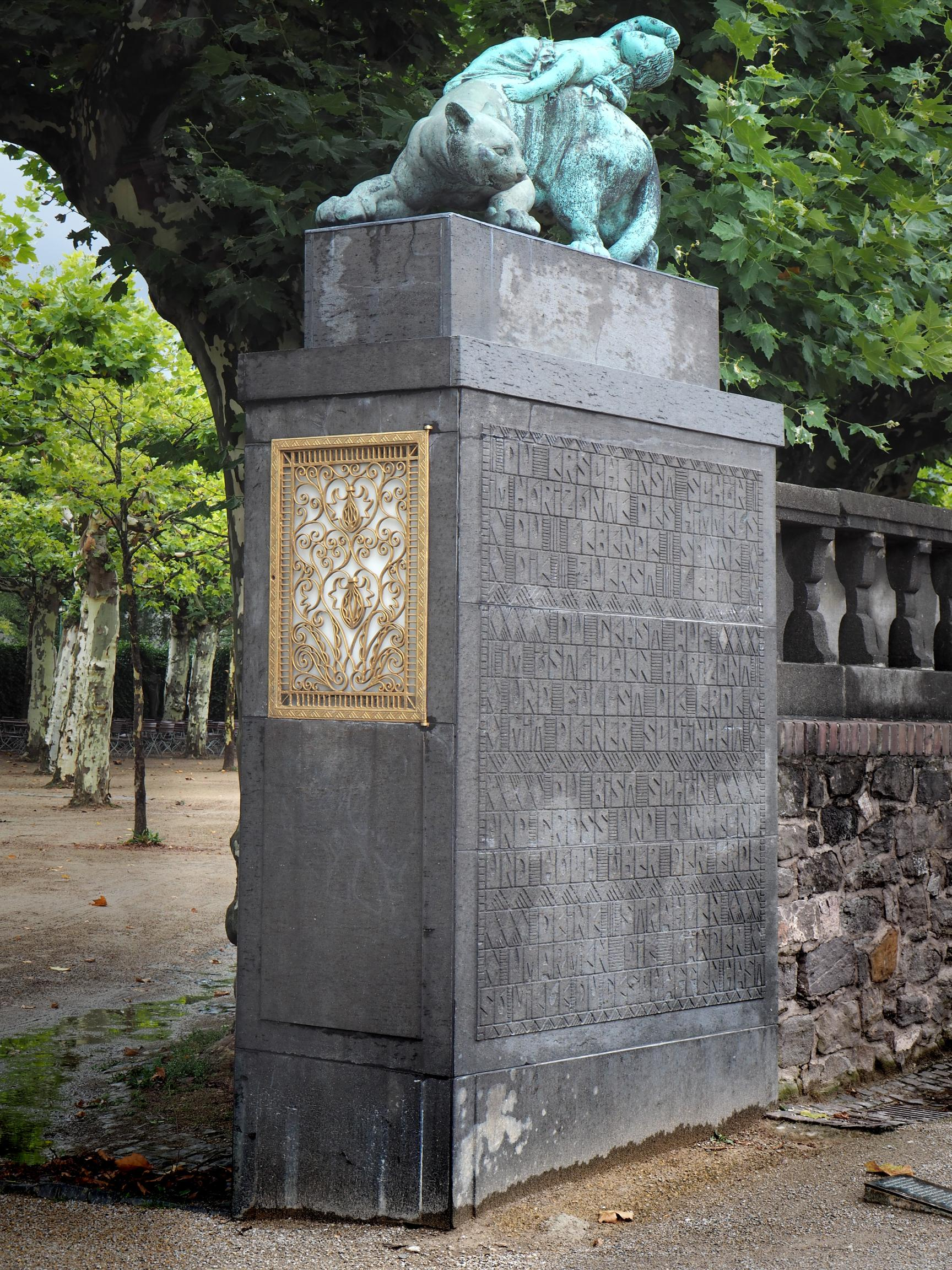
Eingangspfeiler
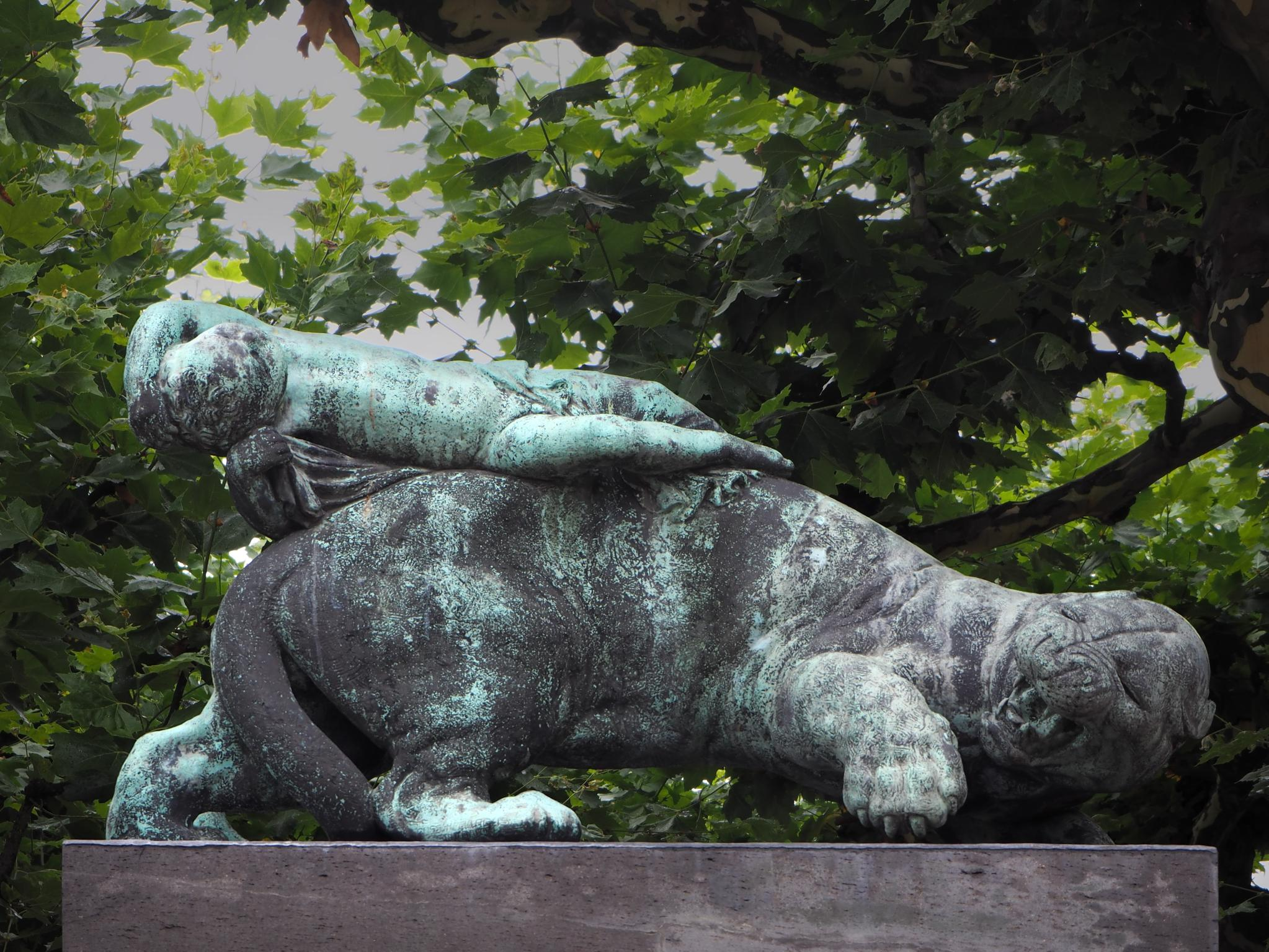
Leopard, die Nacht tragend
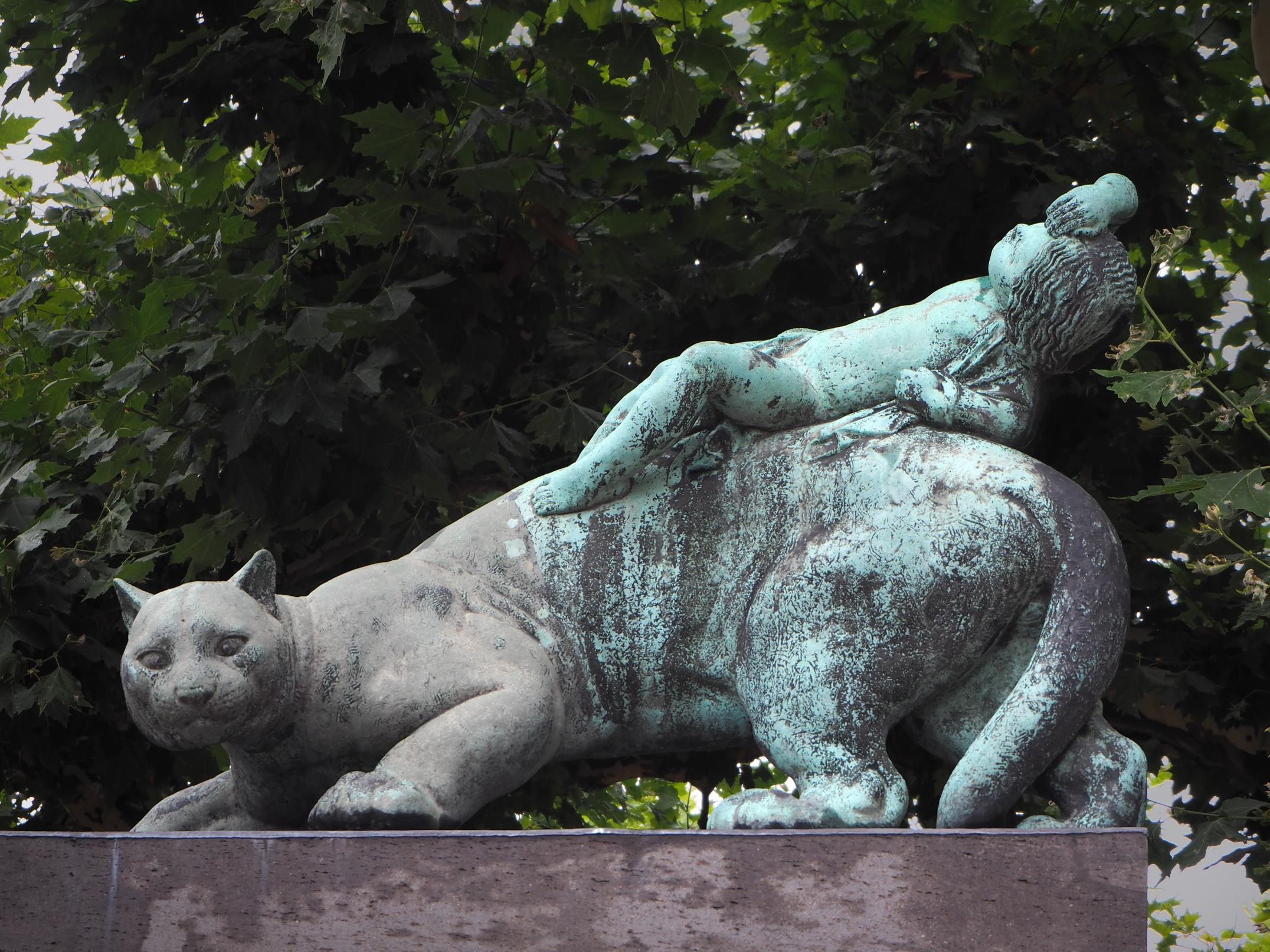
Silberlöwe, den Tag tragend

- Brunnen an der Ostseite (Bacchusbrunnen)

Das einzige Gestaltungselement, das nicht zum Figurenprogramm Hoetgers gehört, ist der Brunnen an der Ostseite des Hains. Er wurde schon 1904 in die Stützmauer eingefügt. Der Nischenwandbrunnen ist mit einem Mosaik aus Rheinkieseln verziert. Gestaltet wurde er von Joseph Maria Olbrich in Zusammenarbeit mit Ludwig Habich und Daniel Greiner. Habich entwarf das bronzene Bacchusrelief im Zentrum des Brunnens.

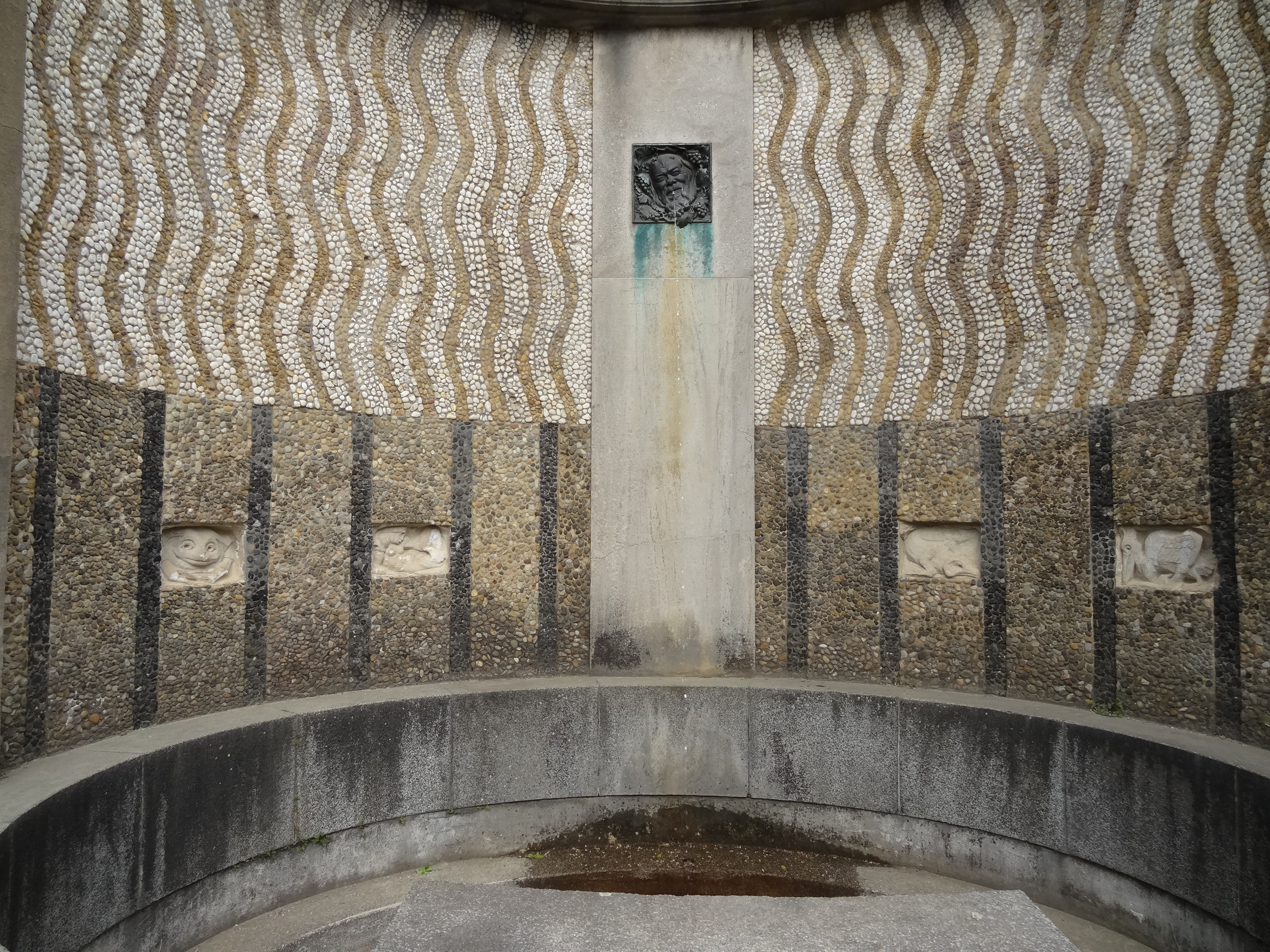
Der Bacchusbrunnen
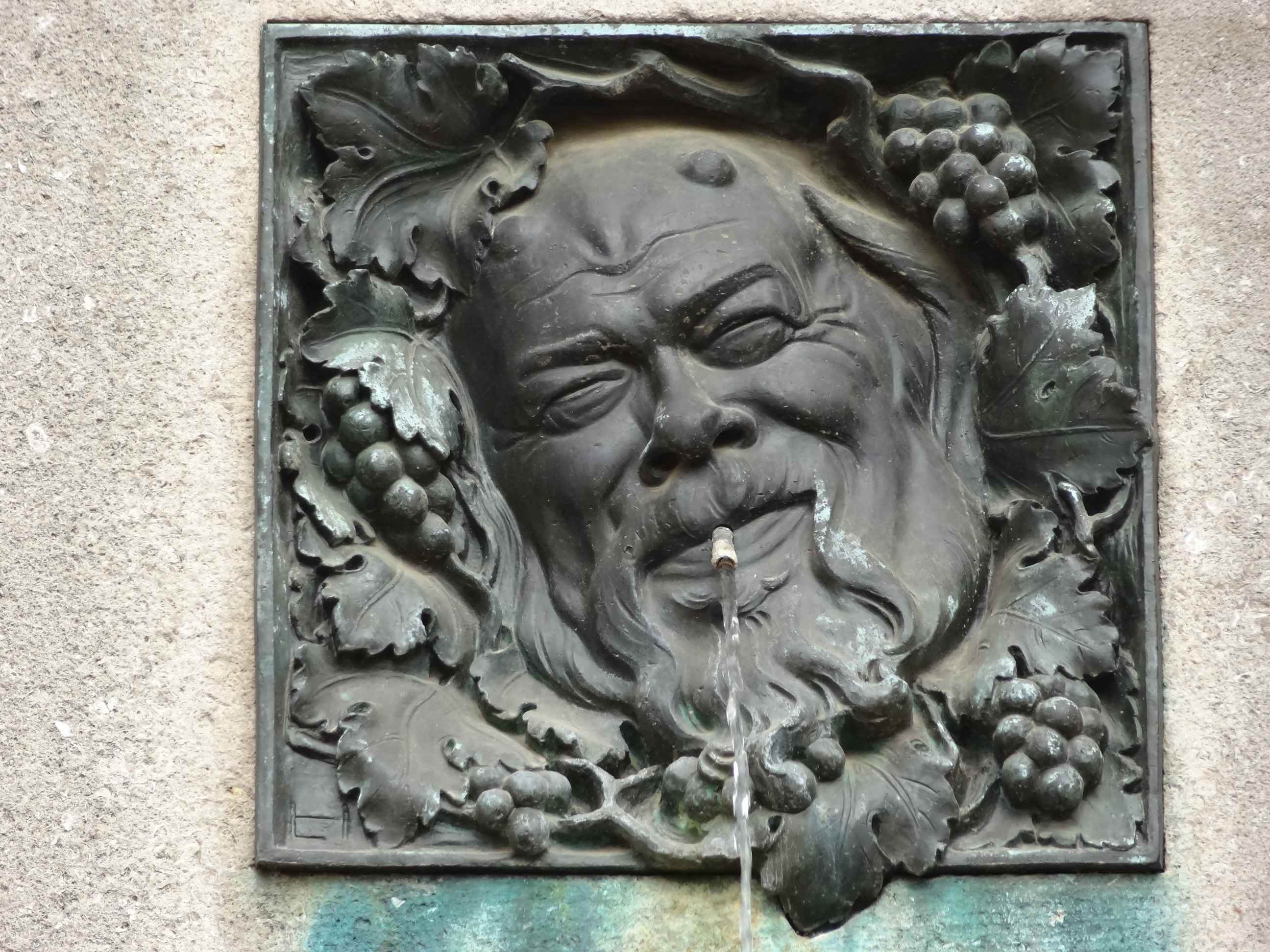
Bacchusrelief von Ludwig Habich